# Rineloricaria lanceolata
Rineloricaria lanceolata är en fiskart som först beskrevs av Günther, 1868.  Rineloricaria lanceolata ingår i släktet Rineloricaria och familjen Loricariidae. Inga underarter finns listade i Catalogue of Life.